# معالم مملكة سبأ
معالم مملكة سبأ القديمة هي مجموعة من 7 مواقع أثرية من حضارة مملكة سبأ القديمة في اليمن أُدرجت على قائمة التراث العالمي وضمن قائمة التراث العالمي المعرض للخطر من قبل منظمة الأمم المتحدة للعلوم والتربية والثقافة اليونيسكو في 25 يناير 2023.

## الموقع
تقع هذه المعالم في محافظة مأرب شرق اليمن، وتضم مواقع أثرية وبقايا مستوطنات حضرية كبيرة مع المعابد الضخمة والأسوار والمباني الأخرى الشاهدة على مملكة سبأ وإنجازاتها المعمارية الفريدة منذ الألفية الأولى قبل الميلاد. كما تعكس براعة تكنولوجية في الهندسة الهيدرولوجية الضخمة والزراعة الفر في جنوب شبه الجزيرة العربية من خلال نظام الري في مارب القديمة. تتكون هذه المعالم من سبعة مواقع أبرزها:
| الاسم               | الصورة | المعرف                | الإحداثيات                                              |
| ------------------- | ------ | --------------------- | ------------------------------------------------------- |
| مدينة مأرب القديمة  |        | 1700-001              | 15°25′36.76″N 45°20′6.82″E / 15.4268778°N 45.3352278°E  |
| سد مأرب القديم      |        | 1700-002              | 15°24′15.91″N 45°21′21.04″E / 15.4044194°N 45.3558444°E |
| معبد برآن           |        | 1700-003              | 15°25′11.56″N 45°20′35.24″E / 15.4198778°N 45.3431222°E |
| معبد أوام           |        | 1700-004 إلى 1700-006 | 15°23′51.24″N 45°16′7.51″E / 15.3975667°N 45.2687528°E  |
| مدينة صرواح القديمة |        | 1700-007              | 15°27′6.4″N 45°1′5.22″E / 15.451778°N 45.0181167°E      |

## أنظر أيضاً
- قائمة مواقع التراث العالمي في اليمن